# Altair (piłkarz)
Altair, właśc. Altair Gomes de Figueiredo (ur. 22 stycznia 1938 w Niterói, zm. 9 sierpnia 2019) – brazylijski piłkarz, grający na pozycji środkowego obrońcy.

## Życiorys
Altair przez całą swoją karierę związany był z Fluminense FC, w którym zadebiutował już w wieku 17 lat, w 1955 roku. Przez całą karierę rozegrał dla Fluminense 551 meczów i zdobył 2 gole. W latach 1959, 1964, 1969 wygrywał Campeonato Carioca (mistrzostwa stanu Carioca), w 1957 i 1960 Torneio Rio-São Paulo, a w 1966 i 1969, Taça Guanabara. Piłkarską karierę zakończył w 1970 roku w wieku 32 lat. Altair nazywany był „Magro” („Chudy”) z powodu swojej fizjonomii, ale pomimo tego był twardym i dobrze kryjącym obrońcą.
W reprezentacji Brazylii Altair wystąpił w 18 meczach. Był członkiem kadry na mistrzostwa świata w Chile, na których Brazylia wywalczyła tytuł mistrza świata, jednak nie zagrał tam żadnego meczu. Wystąpił także na kolejnym mundialu, w 1966 roku na mistrzostwach świata w Anglii. Tam rozegrał 2 mecze: z Bułgarią (2:0) oraz Węgrami (1:3). Brazylia odpadła jednak po fazie grupowej turnieju.